# 蘇聖瑪麗國際大橋
蘇聖瑪麗國際大橋（英語：Sault Ste. Marie International Bridge），簡稱國際大橋（International Bridge），是一條連接加拿大與美國的國際橋樑，跨越聖瑪麗河連接南端美國密芝根州蘇聖瑪麗和北端加拿大安大略省蘇聖瑪麗，由國際大橋管理局（International Bridge Administration）營運。大橋由兩座拱式桁架橋連貫而成，連引道全長2.8英里（4.5），在南端駁上75號州際公路。
大橋於1960年9月16日動工，1962年10月31日通車，耗資1600萬美元興建，由當局發售債券集資興建。

## 外部連結
- （英文）International Bridge Administration （页面存档备份，存于）－國際大橋管理局網站
- （英文）MDOT - International Bridge （页面存档备份，存于）－密芝根州交通部網站 蘇聖瑪麗國際大橋頁面